# Campos del Río
Campos del Río är en kommun i Spanien. Den ligger i den autonoma regionen Murcia i södra delen av landet, 300 km sydost om huvudstaden Madrid. Antalet invånare är 2 151 (2024). Arean är 173 kvadratkilometer. 